# Adelborg
Adelborg är en svensk adelsätt, som utgörs av två obesläktade grenar varav en fortlever.
Den ena grenen av ätten härstammar från bryggaren Lars Andersson i Göteborg. Han var far till kontrollören Lars Borgh vid tullen i Helsingborg, gift med Ingrid Bollstadia. Deras son Anders Borg (1703-1756) var borgmästare i Karlskrona och gift med borgardottern Sophia Meisner från Hälsingborg. Anders Borg fick två söner, Johan och Erik Otto Borg.
Samtidigt som föregående bröder levde Johan Aron Borg, som var född i Karlskrona av fattiga föräldrar. Hans farfars far Per Borg var bergsfogde i Skinnskattebergs bergslag, men bördig från Fredsbergs socken. Johan Aron Borg arbetade sig upp till hovrättsråd i Svea hovrätt. Han adlades samtidigt som de obesläktade bröderna Borg ovan, år 1772 på namnet Adelborg, och de introducerades samma år på nummer 2090. Johan Aron Borg fick inga barn, och slöt den obesläktade grenen själv när han under ett anfall av melankoli tog gift och dog 1787.
Johan Borg tog efternamnet Adelborg efter adladet och var major men fick inte heller några barn. Erik Borg som också tog efternamnet Adelborg efter sitt adlande var löjtnant och adlades eftersom han deltog i regementsförändringen 1772. Hans hustru Anna Sophia var stiftsfröken och dotter till Pehr Carlskiöld och Virginia Adlerberg. Från dem fortlevde ätten med sonen förste majoren Per Otto Adelborg och dennes hustru Lovisa Ramsay.

## Personer med efternamnet Adelborg
- Bror Jacob Adelborg (1816–1865), sjömilitär och konstnär
- Fredrik Adelborg (1886–1948), generalkonsul
- Gertrud Adelborg (1853–1942), politiker
- Gustaf-Otto Adelborg (1883–1965), författare
- Louise Adelborg (1885–1971), formgivare och textilkonstnär
- Margareta Adelborg (1918–2012), tecknare och keramiker
- Maria Adelborg (1849–1940), textilkonstnär
- Per Otto Adelborg (1781–1818), militär och konstnär
- Ottilia Adelborg (1855–1936), konstnär

## Släktträd
Upplysningarna är hämtade från Adelsvapen-wiki, som återger Elgenstiernas  text.
- Per Otto Adelborg (1781–1818), militär och konstnär
  - Anders Otto Adelborg (1811–1862), militär och godsägare
    - Otto Ehrenfried Adelborg (1845–1900), godsägare och militär 
      - Gustaf-Otto Adelborg (1883–1965), författare
      - Louise Adelborg (1885–1971), formgivare och textilkonstnär
      - Fredrik Adelborg (1886–1948), generalkonsul

    - Carl Hugo Adelborg (1848–1940), militär och godsägare
      - Fredrik Otto Adelborg (1883–1982), advokatfiskal och genealog[3]
        - Margareta Adelborg (1918–2012), tecknare och keramiker

  - Bror Jacob Adelborg (1816–1865), sjömilitär och konstnär
    - Maria Adelborg (1849–1940), textilkonstnär
    - Gertrud Adelborg (1853–1942), politiker
    - Ottilia Adelborg (1855–1936), konstnär